# Architekt

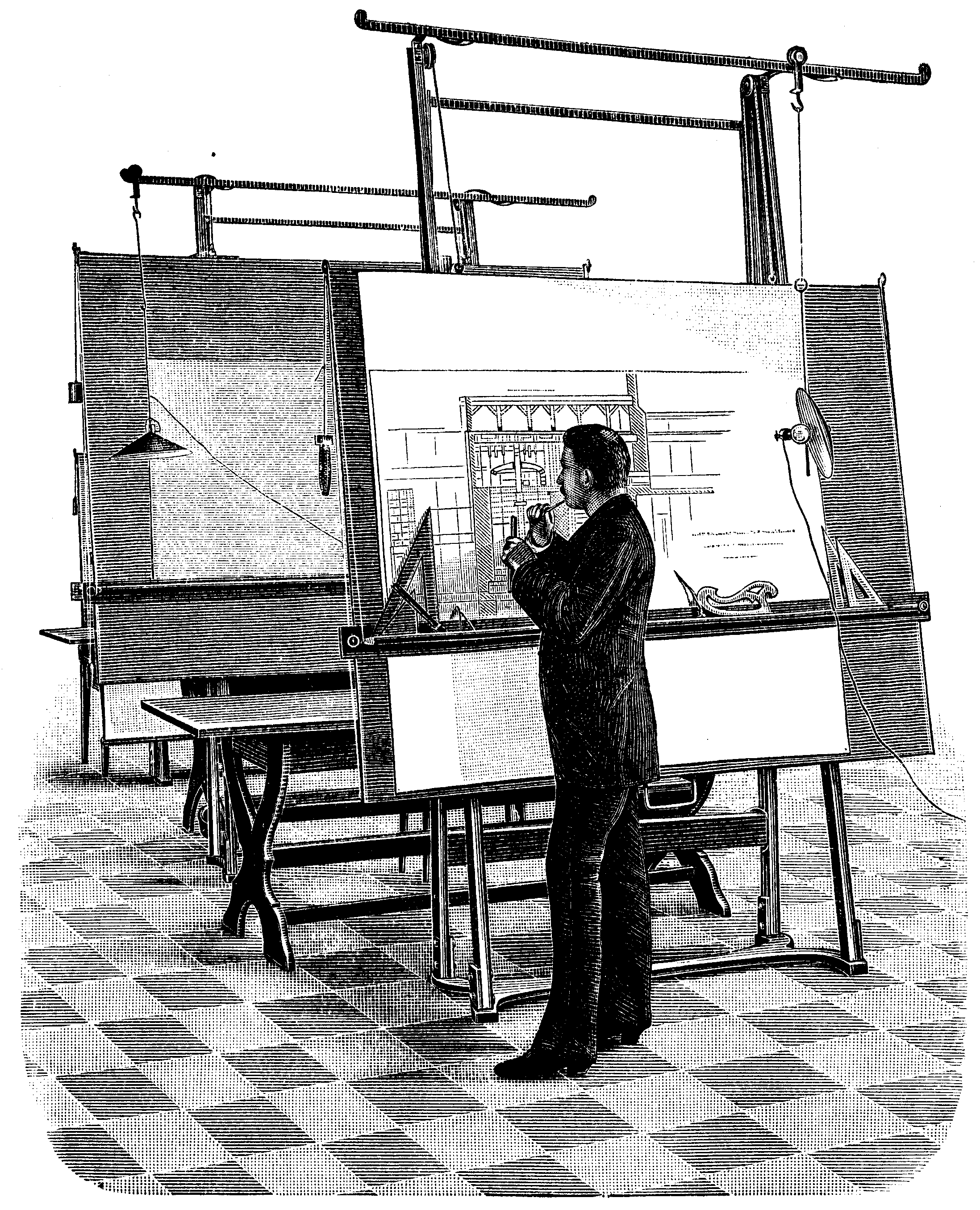
Wykonawca projektu utworu architektonicznego przy pracy (1893)

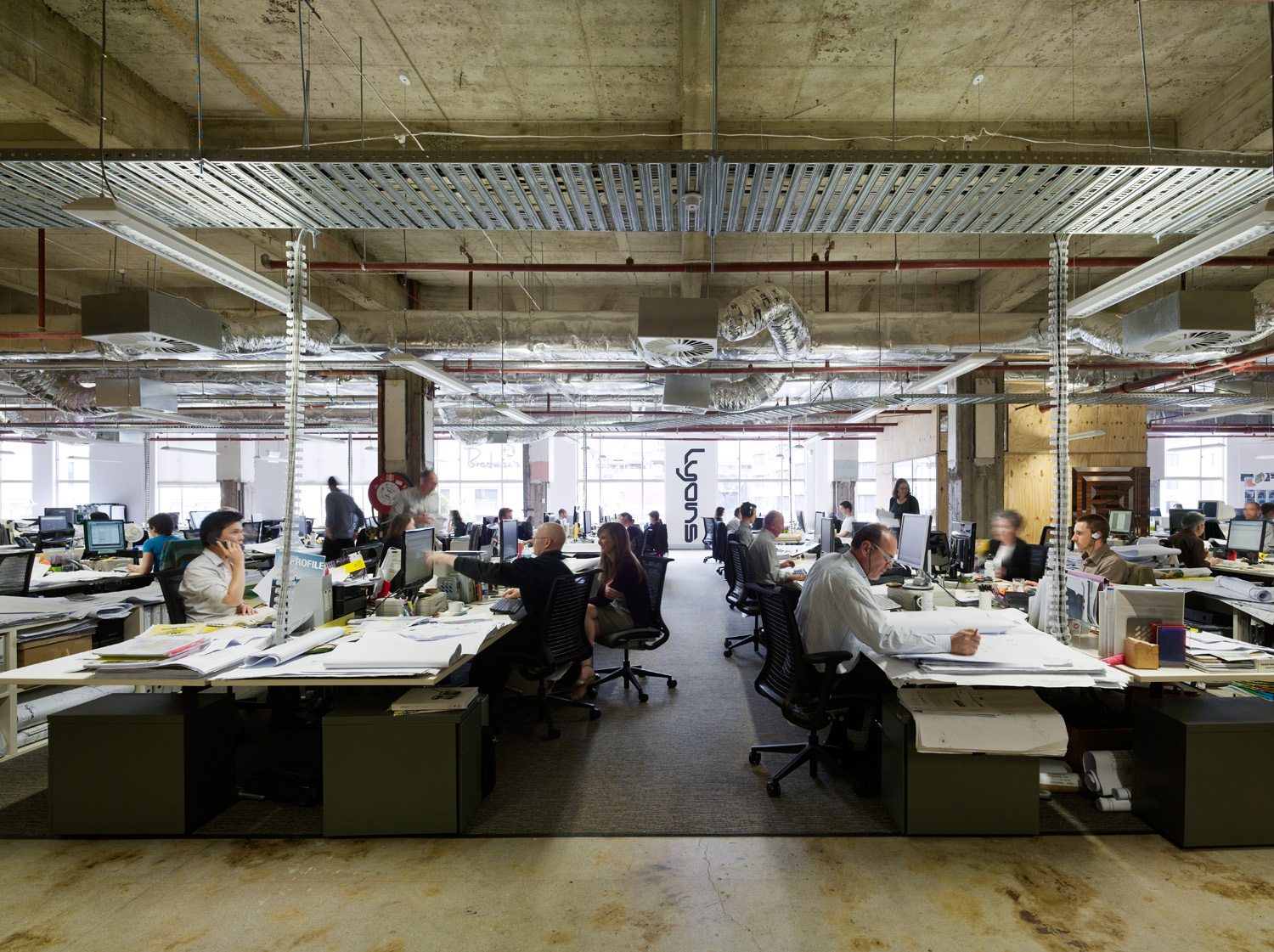
Biuro architektoniczne Lyons, Melbourne

Architekt (łac. architectus, gr. arkhitekton) – zawód zaufania publicznego w dziedzinie projektowania i wznoszenia budowli, także inicjator i organizator czegoś. 
Architektami określa się także osoby biegłe lub uczone w dziedzinie architektury, architektury krajobrazu, architektury wnętrz.

## Historia
Termin architekt (gr. αρχιτέκτων arkhitekton) pojawia się w zachowanej literaturze z V w. p.n.e. u Herodota, który w ten sposób identyfikował projektanta i kierownika budowy Akweduktu w Samos, Eupalinosa z Megary.
Według Witruwiusza architekt, to osoba biegła, uczona w architekturze, dziedzinie wiedzy mu współczesnej, którą dzielił na budownictwo, gnomonikę i budowę machin wojennych oraz budowlanych.
Do czasu rewolucji przemysłowej architekci byli finansowani przez swoich mecenasów. W XIX wieku zaś zaczęli działać niezależnie od nich.

## Współczesność
W większości krajów Unii Europejskiej działalność w dziedzinie architektury w zasadzie prowadzą osoby, którym prawnie przyznano tytuł architekta lub architekta wraz z innymi tytułami. Jednakże nie mają one wyłączności na wykonywanie tej działalności, o ile nie wskazano tego w ustawie. 
W Polsce ustawą Prawo budowlane wykreowano cztery specjalności budowlane, a w ramach dwóch z nich (inżynieryjna i instalacyjna) dodatkowe zakresy tych specjalności. Natomiast ustawą o samorządach zawodowych architektów i inżynierów budownictwa, uprawnienia do pełnienia samodzielnych funkcji technicznych w budownictwie uformowano w dwa nowe zawody regulowane, jeden określając zawodem architekta, a drugi zawodem inżyniera budownictwa.
W rozumieniu tej ustawy działalność architekta w zakresie projektowania obiektów budowlanych polega na współtworzeniu kultury poprzez projektowanie architektoniczne (ang. architectural design), podczas gdy inżyniera budownictwa na projektowaniu obiektów budowlanych.

## Architekci w kulturze

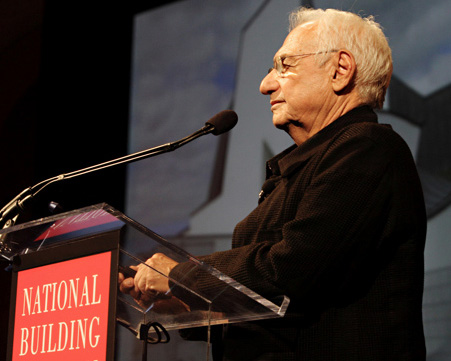
Architekt i laureat Nagrody Pritzkera, Frank Gehry, który dubbingował samego siebie w serialu Simpsonowie

Zawód architekta jest często przedstawiany w filmach i serialach, jak np.:
- Paul Newman w filmie „Płonący wieżowiec” (1974),
- Steve Martin w filmie „Dzika lokatorka” (1992),
- Woody Harrelson w filmie „Niemoralna propozycja” (1993),
- Keanu Reeves w filmie „Dom nad jeziorem” (2000),
- Michael Keaton w filmie „Głosy” (2005),
- Matthew Goode w filmie „Samotny mężczyzna” (2009)[9],
- Gary Cooper w filmie „The Fountainhead” (1949),
- Frank Gehry w serialu „Simpsonowie”,
- Josh Radnor (Ted Mosby) w serialu „Jak poznałem waszą matkę”[10],
- Charles Bronson w filmie „Życzenie Śmierci” (1974).

## Architektki w kulturze
- Cate Blanchett w filmie „Gdzie jesteś, Berdadette?” (2019)
- Michelle Pfeiffer w filmie „Szczęśliwy dzień” (1996)
- Rebel Wilson w filmie „Jak romantycznie!” (2019)
- Orla Brady jako Eileen Gray(inne języki) w filmie The Price of Desire (2015)
- Elliot Page w filmie „Incepcja” (2010)
- Kalina Jędrusik w filmie „Lekarstwo na miłość” (1966)
- Denise Scott Brown w filmie City Dreamers(inne języki) (2020)
- Agnieszka Dygant w filmie „Tylko mnie kochaj” (2006)
- Virginia Madsen w filmie „Firewall” (2006)
- Jane Jacobs w serialu „Wspaniała Pani Maisel” (2017)
- Rachel Elise Blanchard w serialu „You me her” (2016–2020)
- Andrea Riseborough w serialu Black Mirror sezon 4 odc.1 (2017)
- Roma Gąsiorowska w serialu „Przyjaciółki” (2012)
- Natascha McElhone w serialu „Californication” (2007)
- Lucyna Winnicka w filmie „Gra” (1969)
- Dorota Stalińska i Elżbieta Czyżewska w filmie „Debiutantka” (1981)